# لو مول
لو مول'' (بالفرنسية: Le Moule)‏ هي بلدية فرنسية يسكنها 22,533 نسمة (حسب إحصاء 1 يناير 2011)، وهي تقع في إقليم جوادلوب في جزر الأنتيل الصغرى، وهي تقع في الجزء الشمالي الشرقي من جزيرة غراند تار.

## المناخ
يظهر الجدول التالي التغييرات المناخية على مدار السنة للو مول:
| البيانات المناخية لـلو مول         | البيانات المناخية لـلو مول | البيانات المناخية لـلو مول | البيانات المناخية لـلو مول | البيانات المناخية لـلو مول | البيانات المناخية لـلو مول | البيانات المناخية لـلو مول | البيانات المناخية لـلو مول | البيانات المناخية لـلو مول | البيانات المناخية لـلو مول | البيانات المناخية لـلو مول | البيانات المناخية لـلو مول | البيانات المناخية لـلو مول | البيانات المناخية لـلو مول |
| الشهر                              | يناير                      | فبراير                     | مارس                       | أبريل                      | مايو                       | يونيو                      | يوليو                      | أغسطس                      | سبتمبر                     | أكتوبر                     | نوفمبر                     | ديسمبر                     | المعدل السنوي              |
| ---------------------------------- | -------------------------- | -------------------------- | -------------------------- | -------------------------- | -------------------------- | -------------------------- | -------------------------- | -------------------------- | -------------------------- | -------------------------- | -------------------------- | -------------------------- | -------------------------- |
| الدرجة القصوى °م (°ف)              | 31.1 (88.0)                | 31.8 (89.2)                | 32.2 (90.0)                | 32.8 (91.0)                | 33.4 (92.1)                | 33.3 (91.9)                | 32.8 (91.0)                | 33.4 (92.1)                | 34.0 (93.2)                | 33.3 (91.9)                | 32.7 (90.9)                | 32.3 (90.1)                | 34.0 (93.2)                |
| متوسط درجة الحرارة الكبرى °م (°ف)  | 28.4 (83.1)                | 28.4 (83.1)                | 29.0 (84.2)                | 29.6 (85.3)                | 30.3 (86.5)                | 30.7 (87.3)                | 30.8 (87.4)                | 31.2 (88.2)                | 31.2 (88.2)                | 30.8 (87.4)                | 29.9 (85.8)                | 28.9 (84.0)                | 29.9 (85.8)                |
| المتوسط اليومي °م (°ف)             | 25.1 (77.2)                | 25.0 (77.0)                | 25.5 (77.9)                | 26.2 (79.2)                | 27.1 (80.8)                | 27.7 (81.9)                | 27.8 (82.0)                | 27.9 (82.2)                | 27.6 (81.7)                | 27.2 (81.0)                | 26.5 (79.7)                | 25.7 (78.3)                | 26.6 (79.9)                |
| متوسط درجة الحرارة الصغرى °م (°ف)  | 21.9 (71.4)                | 21.6 (70.9)                | 22.0 (71.6)                | 22.8 (73.0)                | 23.8 (74.8)                | 24.7 (76.5)                | 24.8 (76.6)                | 24.7 (76.5)                | 24.0 (75.2)                | 23.6 (74.5)                | 23.1 (73.6)                | 22.5 (72.5)                | 23.3 (73.9)                |
| أدنى درجة حرارة °م (°ف)            | 15.9 (60.6)                | 15.6 (60.1)                | 16.4 (61.5)                | 17.1 (62.8)                | 19.7 (67.5)                | 20.6 (69.1)                | 21.6 (70.9)                | 21.0 (69.8)                | 20.9 (69.6)                | 20.0 (68.0)                | 17.3 (63.1)                | 15.7 (60.3)                | 15.6 (60.1)                |
| الهطول مم (إنش)                    | 78.0 (3.07)                | 47.3 (1.86)                | 56.6 (2.23)                | 86.5 (3.41)                | 102.6 (4.04)               | 86.5 (3.41)                | 105.9 (4.17)               | 120.6 (4.75)               | 162.3 (6.39)               | 178.5 (7.03)               | 175.6 (6.91)               | 125.7 (4.95)               | 1٬326٫1 (52.21)            |
| متوسط أيام هطول الأمطار (≥ 1.0 mm) | 15.3                       | 11.5                       | 10.1                       | 10.8                       | 11.8                       | 13.0                       | 14.8                       | 16.4                       | 16.0                       | 16.8                       | 15.2                       | 16.1                       | 167.7                      |
| المصدر: Météo France               |                            |                            |                            |                            |                            |                            |                            |                            |                            |                            |                            |                            |                            |